# Coelichneumon beatus
Coelichneumon beatus är en stekelart som först beskrevs av Cameron 1885.  Coelichneumon beatus ingår i släktet Coelichneumon och familjen brokparasitsteklar. Inga underarter finns listade i Catalogue of Life.